# Shimada Seijirō
Shimada Seijirō (japanisch 島田 清次郎; * 26. Februar 1899 in Mikawa, Präfektur Ishikawa; † 29. April 1930 in Tōkyō) war ein japanischer Schriftsteller der Taishō-Zeit. In seinen jungen Jahren wurde er als literarisches Wunderkind gefeiert, geriet jedoch aufgrund von Skandalen und psychischen Erkrankungen in Vergessenheit.

## Leben
Shimada wurde in der damaligen Stadt Mikawa (heute Hakusan) in der Präfektur Ishikawa geboren. Sein Vater Tsunekichi, ein Unternehmer im Schifffahrtswesen, kam früh bei einem Seeunglück ums Leben. Shimada wuchs im Haus der Familie seiner Mutter im Teehäuser-Viertel von Kanazawa auf. Dort sah er als Kind das Leid von Geishas, die gegen ihren Willen arbeiten mussten, und junger Menschen, die wegen ihrer Armut keine Liebe leben konnten. Auch die Ungerechtigkeit durch Politik und Verwaltung prägten ihn tief und wurden zur Triebkraft für sein späteres Hauptwerk Chijō (jap. 地上, "Auf dieser Erde").
Shimadas Schulzeit oszillierte zwischen ausgezeichneten Leistungen und auffälligem Verhalten. Mit 13 Jahren versuchte er, aus Frustration über mangelnde Anerkennung seines Talents, Suizid zu begehen. Nach mehreren Schulwechseln brach er schließlich seine Ausbildung ab. In dieser Zeit entdeckte er Werke von Tolstoi und Dostojewski und begann, sich mit Literatur und religiösen Denkern wie Akegarasu Haya zu beschäftigen.
1914 ging er nach Tōkyō und schlug sich mit Gelegenheitsarbeiten durch. Erste Texte erschienen in Zeitungen, doch an einem großen Roman arbeitete er vergeblich. Er versuchte erneut, sich das Leben zu nehmen. Nach diesem Vorfall kehrte er mit seiner Mutter nach Kanazawa zurück. In ärmlichen Verhältnissen begannen dort die ersten Entwürfe von Chijō.
1916 gewann Shimada einen Literaturpreis der Zeitung Yorozu Chōhō (萬朝報) und begann, in der Zeitung Chūgai Nippō (中外日報) zu publizieren. 1918 begann er die Arbeit an dem groß angelegten autobiografischen Roman Chijō, inspiriert von Romain Rollands Jean-Christophe. 1919 erschien der erste Band Chi ni somuku mono (地に叛くもの, "Was in der Erde schlummert") beim Verlag Shinchōsha und wurde von Autoren wie Akutagawa Ryūnosuke gelobt.
Mit zunehmendem Ruhm wandte sich Shimada dem Sozialismus zu. Seine Romane fanden große Verbreitung, und er selbst wurde zu einer überaus bekannten öffentlichen Figur. Mit seinem extravaganten Lebensstil und seinen gesellschaftskritischen Ideen polarisierte er jedoch stark. Während Chijō in mehreren Teilen erschien, versuchte er sich auch als Redner und agitierte für eine idealistische Gesellschaftsordnung nach sowjetischem Vorbild.
1922 reiste Shimada nach Europa und nahm in London am PEN-Kongress teil. In Berlin geriet er in einen Skandal um eine Prostituierte, was japanische Zeitungen als Blamage darstellten. Zurück in Japan wurde er in einen weiteren Skandal verwickelt, der ihm juristische Probleme und einen schweren Imageverlust einbrachte. Verlage wandten sich von ihm ab, neue Werke blieben unveröffentlicht. 1924 wurde Shimada nach einem psychischen Zusammenbruch in ein psychiatrisches Krankenhaus in Sugamo eingewiesen und als schizophren diagnostiziert. Trotz einer zeitweiligen Besserung verschlechterte sich sein körperlicher Zustand. Er starb 1930 im Alter von 31 Jahren an Tuberkulose.
Chijō (地上, "Auf dieser Erde") wurde 1957 von Yoshimura Kōzaburō mit Saburi Shin, Kawaguchi Hiroshi and Nozoe Hitomi in den Hauptrollen verfilmt.

## Hauptwerke
- Chijō (地上, "Auf dieser Erde"), 1919–1924 – vierbändiger autobiografischer Roman
- Shi o koyuru (死を超ゆる, "Den Tod überwinden"), 1917 – Roman in Fortsetzungen
- Kaigen (改元, "Die Ära-Wende"), 1924

## Nachwirkung
1994 wurde in Erinnerung an Shimada der Shimase-Preis für Liebesliteratur (島清恋愛文学賞, Shimase ren'ai bungaku-shō) gestiftet. Die Kanazawa-Gakuin-Universität verleiht den Preis jährlich für herausragende Werke der Liebesliteratur in Japan.